# District de Salgótarján
Le district de Salgótarján (en hongrois : Salgótarjáni járás) est un des 6 districts du comitat de Nógrád en Hongrie. Il compte 64 504 habitants et rassemble 29 localités : 28 communes et une seule ville, Salgótarján, son chef-lieu.
Cette entité existait déjà auparavant, d'abord sous le nom de Füleki járás jusqu'en 1913. Le district a été supprimé lors de la réforme territoriale de 1983.

## Localités
- Bárna
- Cered
- Egyházasgerge
- Etes
- Ipolytarnóc
- Karancsalja
- Karancsberény
- Karancskeszi
- Karancslapujtő
- Karancsság
- Kazár
- Kisbárkány
- Kishartyán
- Litke
- Lucfalva
- Mihálygerge
- Márkháza
- Mátraszele
- Nagybárkány
- Nagykeresztúr
- Rákóczibánya
- Salgótarján
- Somoskőújfalu
- Szilaspogony
- Ságújfalu
- Sámsonháza
- Sóshartyán
- Vizslás
- Zabar